# Platonism
Platonism kan avse den lära som Platon förkunnade i Grekland på 300-talet f.Kr., men kan, i olika sammanhang, även avse den skola utanför Aten där Platon verkade och de lärjungar och elever som där lärde sig Platons filosofiska idéer. Platonism kan också inbegripa alla de efterföljare som byggt vidare på Platons idéer, inklusive poeter som Stagnelius.
Inom matematikens filosofi är platonismen den tankeskola som bygger på att alla påståenden är avgjort sanna eller falska, och att matematiken är ett utforskande av en redan existerande idévärld.